# طرخشقون الغرب
طرخشقون برتغالي أو طرخشقون الغرب (الاسم العلمي:Taraxacum algarbiense) هو نوع من النباتات يتبع جنس الطرخشقون من الفصيلة النجمية.
سمي هذا النوع نسبة إلى منطقة الغرب (بالإنجليزية: Algarve)‏ في البرتغال.